# Месершмит KR175
Месершмит KR175 (на немски: Messerschmitt KR 175) е триместен автомобил, произвеждан от прочутата германска самолетостроителна компания Месершмит между 1953 – 1955 г. Двете седалки на автомобила са тандемно разположени, а остъклението на купето е изработено от плегсиглас с аеродинамична форма. В конструкцията и външния вид на колата ясно личат чертите характерни за самолетостроенето. Двигателят е едноцилиндров, двутактов, с обем 174 куб. см. и мощност 9 к. с.
Един добре запазен екземпляр от Месершмит KR175 е част от постоянната експозиция на Политехническия музей в София.